# Cerro do Castelo de Garvão
O Cerro do Castelo, também referido como Povoado do Cerro do Castelo e Forte do Garvão, é um sítio arqueológico situado na vila de Garvão, no Distrito de Beja, em Portugal.
Com vestígios desde a Idade do Bronze, foi ocupado durante a Idade do Ferro, e nos períodos romano e islâmico. Segundo a tradição, terá sido igualmente utilizado durante a Guerra Civil Portuguesa.
Uma das zonas de maior interesse neste sítio arqueológico é um depósito votivo, que foi utilizado para guardar um grande número de oferendas religiosas.
O Cerro do Castelo foi classificado como Imóvel de Interesse Público em 1990.

## Descrição

### Localização
O sítio arqueológico está situado num cerro amesatado perto do centro de Garvão, que oferecia boas condições naturais de defesa. Esta elevação é rematada a Sul pelo corte mineiro do Furadouro, a Este pela Ribeira de Garvão, a Noroeste pela Ribeira de São Martinho, e a Norte pela junção entre estas duas linhas de água.

### Composição e conservação
No lado Leste deste cerro, onde foram encontrados vestígios de taludes artificiais, está localizado o Depósito Votivo de Garvão. Este depósito, que pode ser considerado como uma favissa ou bothros, foi utilizado como local secundário para guardar peças de carácter religioso oferecidas ao templo, como ex-votos em metal ou oferendas. No depósito foi encontrado um grande número de placas oculadas de ouro e prata, que podiam ser parte do culto de uma entidade relacionada com as doenças oculares. Também foram descobertas várias peças de cerâmica comum, tanto manual ou de torno, com ou sem decorações, que incluíam contentores de grandes dimensões, que provavelmente seriam utilizadas para transportar para ofertas alimentares, enquanto que as taças poderiam ter sido empregues em libações, ou como lucernas ou queimadores. Foi igualmente encontrado um grande número de ossos de animais, que podem ter sido quase todos oferendas.

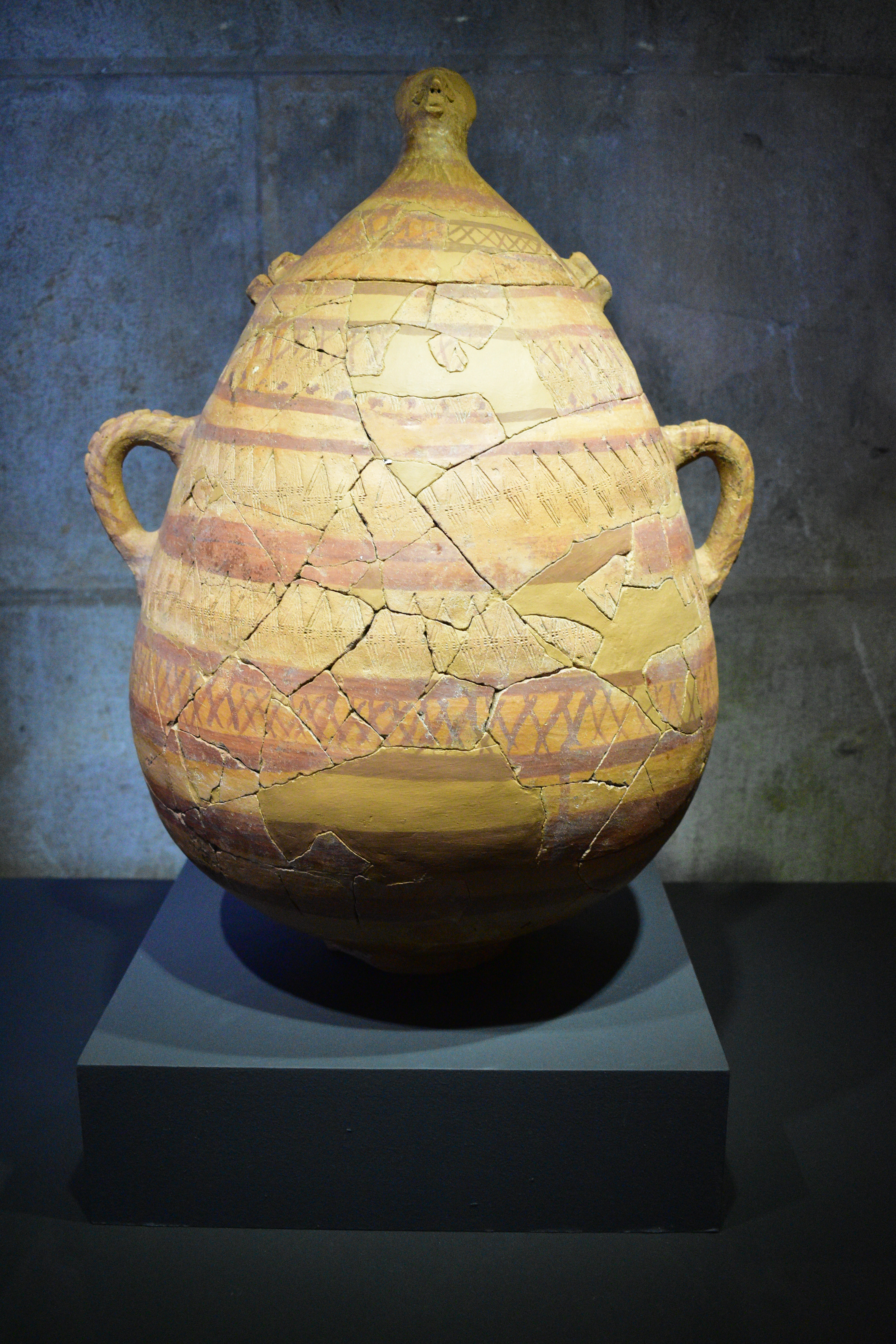
Urna decorada da Idade do Ferro, com tampa e orelhas perfuradas, encontrada no Cerro do Castelo de Garvão, e preservada no Museu Nacional de Arqueologia.

Um dos achados mais importantes no depósito votivo foi um crânio, encontrado junto ao fundo daquele compartimento, no interior de um conjunto de pedras, que funcionavam como um tipo de caixa. Devido à presença das pedras dispostas de forma a proteger a caixa, e à falta de outros vestígios de ossos humanos, este crânio não fazia parte de um enterramento, tendo sido naquele sítio de forma intencional, o que demonstra que teve uma função religiosa. Este crânio estava quase completo, excepto pela ausência da mandíbula, permitindo a sua identificação como um indivíduo do sexo feminino, com cerca de 35 a 40 anos, e pertencente ao tipo mediterrâneo grácil, muito comum na península. A principal característica é a presença de três fracturas na zona occipital, que muito provavelmente foram a causa da morte, devido à ausência de vestigios de regeneração no osso. A forma dos ferimentos exclui o uso de um machado ou de uma lâmina em metal, e põe de parte a hipótese de uma trepanação, operação que foi encontrada noutros crânios antigos. Em vez disso, foi utilizado um instrumento pesado, de gume curvo e pouco penetrante, o que aponta para um machado de pedra, que era já utilizado naquele período para fins religiosos. De forma a testar esta teoria, foi utilizado um machado semelhante num bloco de plasticina, gerando uma depressão de forma muito parecida aos ferimentos no crânio. As lesões terão sido provavelmente feitas de costas, com a vítima na posição horizontal, tendo a terceira sido a mais forte. Não se encontraram vestígios de antropofagia, e a forma das lesões indica algum profissionalismo por parte do agressor, permitindo excluir a hipótese de um assassínio, pelo que poderá ter sido um sacrifício ritual, hipótese reforçada pela forma como se tentou preservar o crânio.
O sítio arqueológico do Cerro do Castelo ou Forte de Garvão foi classificado como Imóvel de Interesse Público pelo decreto 29/90, de 17 de Julho.

## História

### Fundação e ocupação romana e islâmica
Segundo os vestígios de cerâmica encontrados no local, o sítio arqueológico data dos finais da Idade do Bronze. Continuou a ser ocupado durante a Idade do Ferro, sendo provavelmente a zona palatina da povoação, onde foram encontrados restos de edifícios, identificados como tendo funções religiosas. Este templo estaria  possivelmente ligado ao depósito votivo, que data da segunda metade do século III a.C.
Foram igualmente encontrados vestigios de ocupação durante o período romano e islâmico.

### Ocupação posterior e redescoberta
No local também foram recolhidas peças de cerâmica da época moderno, e segundo a tradição popular, o sítio poderá ter sido utilizado por um pequeno aquartelamento durante a Guerra Civil Portuguesa, no século XIX.
O sítio arqueológico foi descoberto nos princípios do século XX. Foi alvo de trabalhos de prospecção em 1998, relocalização e identificação em 1999, e escavação em 2000 e 2003. O depósito votivo foi descoberto em 1982, quando se encontraram muitas peças antigas durante as obras para a abertura de uma vala. Este depósito foi depois alvo de várias intervenções arqueológicas, incluindo escavações em 1985, conservação em 1989, relocalização ou identificação em 1999, prospecções geofísicas em 2011 e 2012, e novas escavações e trabalhos de acompanhamento de obras em 2013.